# Ночные охранники
«Ночные охранники» (англ. The Night Watchmen) — американский комедийный фильм ужасов 2017 года.

## Сюжет
Любимец Балтимора клоун Блимпо поехал на гастроли в Румынию и там умер при загадочных обстоятельствах. Домой он возвращается в гробу, который ошибочно доставляют не на тот адрес — в офисное здание. В эту ночную смену у дежурных охранников, помимо поедания пончиков, просмотра порно и игры в карты, будет ещё одно интересное занятие — им придётся отбиваться от орд кровожадных вампиров. Блимпо устроит веселье всему городу.

## В ролях
- Кен Арнольд — Кен
- Дэн ДеЛюка — Лука
- Кевин Джиггеттс — Джигетс
- Кара Луис — Карен
- Макс Грэй Вилбур — Джастин
- Джеймс Ремар — Рэндалл
- Мэтт Сервитто — Вилли
- Диона Ризоновер — Пенни
- Рэйн Прайор — Маргарет
- Тиффани Шепис — Стаси
- Дэн Франко — Барни
- Мэттью Боуерман — Рик
- Гэри Пиблес — Блимпо
- Трэвис Хадсон — Мэтт
- Дональд Имм — Дэдди
- Коуди Беннетт — Вампир 1
- Патрик В. Бойер — Вампир 2
- Ричард Браун — Вампир 3
- Джастин Кристофер — Вампир 4
- Оливия Коттрилл — Вампир 5
- Сэдж Сисен — Вампир 6
- Дом ДиМеркурио — Вампир 7
- Эрика Л. Эльхалид — Вампир 8
- Скарлет Салем — Дэннили
- Сэндайс Джонсон — Офисный работник
- Ричард Крински — Вампир 9
- Джеймс Пул — Вампир 10
- Дженнифер Поттс — Вампир 11
- Сэнди Шварц — Вампир 12
- Клер Скотт — Репортёр
- Софи Спешл — Вампир 13
- Билл Стифи — Вампир 14
- Скотт Своуп — Вампир 15
- Вивиан Томпсон -.Вампир 16
- Саввас Ионолю — Жертва
- Марисоль Корреа — Вампир 17
- Эдди Фицгеральд — Вампир 18

## Критика
Фильм получил средние отзывы от кинокритиков.
На сайте «КиноПоиск» рейтинг фильма составил составил 5.377 баллов из 10.
На сайте «IMDb» фильм получил оценку 5,3 баллов из 10.